# Espansione del Canale di Panama

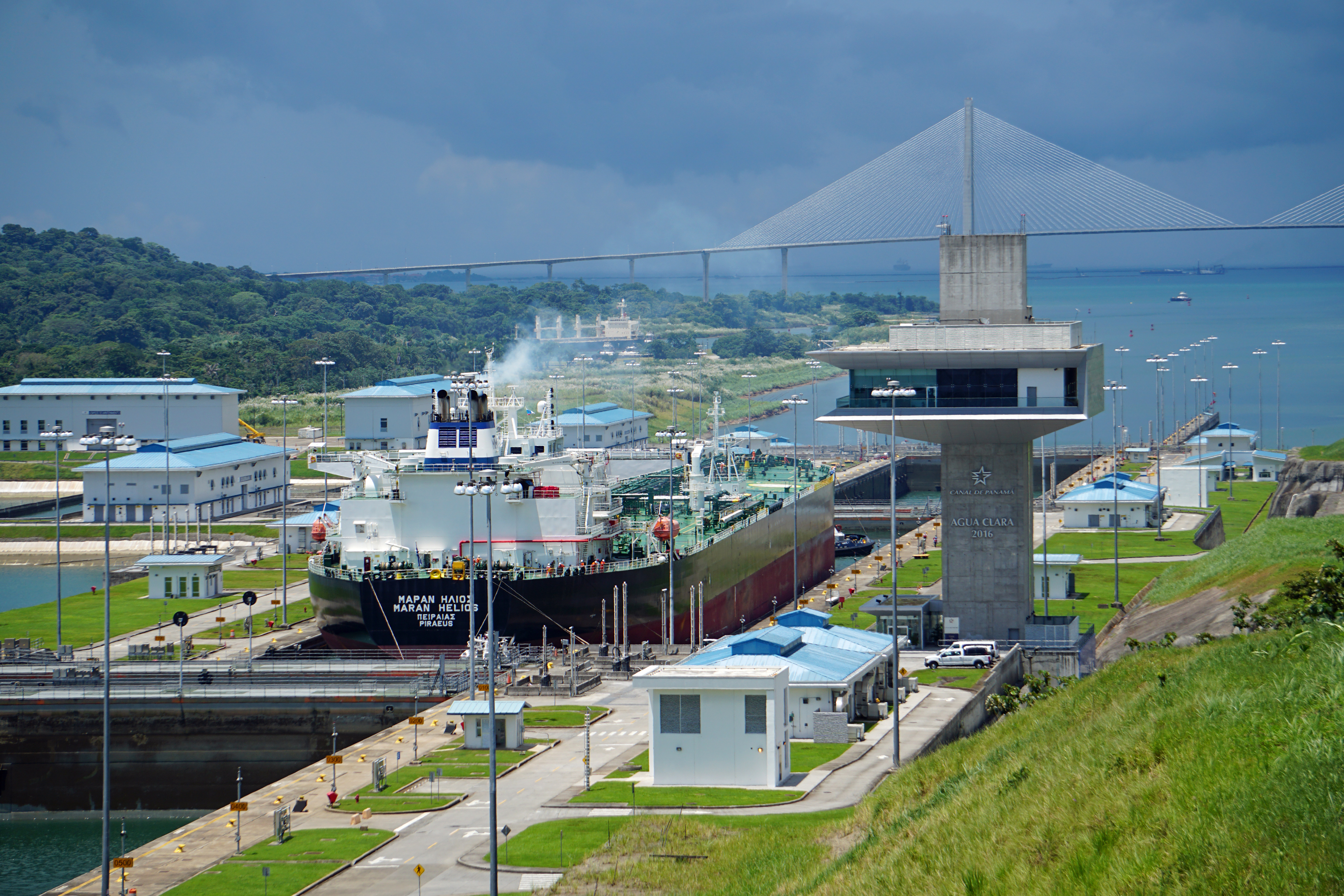
Una nave Neopanamax che passa attraverso la chiusa di Agua Clara, una delle chiuse del Canale. Il terzo ponte o ponte Atlantico si vede all'orizzonte.

L'espansione del Canale di Panama è una importante opera di ingegneria che ha raddoppiato la capacità del canale di Panama dal 2016 (l'opera è stata inaugurata il 26 giugno 2016), permettendo il passaggio di navi più grandi. Il presidente di Panama Martín Torrijos ha presentato il piano il 24 aprile 2006 e i cittadini panamensi hanno dato la loro approvazione tramite un referendum nazionale con il 76,8% di voti a favore il 22 ottobre 2006.
Il progetto crea una nuova linea di traffico lungo il canale, con la costruzione di una nuova serie di chiuse. Il progetto include inoltre i seguenti componenti:
- costruzione di due chiuse (una posizionata sulla sponda atlantica e l'altra su quella pacifica), ognuna con tre camere a tenuta stagna che includono tre bacini d'acqua;
- scavo di nuovi canali d'accesso alle nuove chiuse e ampliamento dell'attuale canale di navigazione;
- abbassamento del fondo del canale di navigazione ed innalzamento del livello dell'acqua al massimo livello operativo del lago Gatún.

Il 3 settembre 2007, dopo l'approvazione del Gabinetto, dell'Assemblea nazionale e del referendum sull'espansione del Canale di Panama, il progetto iniziò ufficialmente. Martín Torrijos aveva dichiarato che, grazie all'ampliamento del Canale, Panama si sarebbe trasformata in una nazione da primo mondo. Inoltre, era stato previsto che il progetto avrebbe ridotto la povertà di Panama di circa il 30%.
Oltre i confini del canale, si è ipotizzato che l'ampliamento avrebbe creato domanda soprattutto nell'East Coast inducendo modifiche per i porti capaci di alloggiare le nuove navi (più grandi) in grado dal 2016 di attraversare il nuovo canale: al gennaio 2012, nonostante i porti di Miami e New York siano considerati innovativi, solo quello di Norfolk in Virginia era già pronto per queste navi molto più grandi. Anche il porto di Liverpool si stava adattando.
Il 2 marzo 2018, la Autoridad del Canal de Panamá ha annunciato che 3000 navi New Panamax hanno attraversato il canale durante i primi 20 mesi operativi dopo la conclusione del progetto.

## Situazione precedente
La capacità del canale di Panama è determinata da una serie di fattori, il più importante è la grandezza delle chiuse. Le chiuse di dimensioni minori sono larghe 33,53 m, lunghe 320,04 m, e profonde 25,91 m. A causa dei problemi di margini negli spazi di navigazione, i formati utilizzabili sono un po' più piccoli (ad esempio, la lunghezza massima utilizzabile di ogni camera di blocco è di circa 304,8 m. La dimensione massima delle navi che possono transitare nel canale è conosciuto come Panamax.
Tutti gli studi di ampliamento del canale dagli anni trenta hanno stabilito che l'alternativa più efficace ed efficiente per migliorare la capacità è la costruzione di una terza serie di chiuse, di dimensioni maggiori rispetto a quelle costruite nel 1914. Nel 1939, gli Stati Uniti hanno avviato la costruzione di chiuse destinate a consentire il transito di navi commerciali e da guerra, le cui dimensioni eccedevano la grandezza di quelle esistenti. Nel 1942, dopo aver fatto avanzare gli scavi in modo significativo, gli statunitensi sospesero la terza parte del progetto, dopodiché si unirono agli Alleati nella seconda guerra mondiale.
Negli anni ottanta, la commissione tripartita formata da Panama, Giappone e Stati Uniti ha affrontato nuovamente il problema e, come gli statunitensi nel 1939, ha stabilito che una terza serie di chiuse con camere più grandi, era l'alternativa più appropriata per aumentare la capacità. Oggi, gli studi sviluppati dall'Autorità del Canale di Panama, come parte del suo piano, confermano che una terza serie di chiuse, più grandi di quelli esistenti, sono il modo più adatto, redditizio, ed ecologicamente responsabile per aumentare la capacità del canale e per consentire alla rotta marittima panamense di continuare a crescere.
Nel corso della sua storia, il canale ha sempre trasformato la sua struttura e adeguato gli scambi internazionali, i requisiti e le tecnologie di trasporto marittimo. In questo modo, il canale è riuscito ad aumentare la propria competitività in modo sostenibile.
Il 24 aprile 2006, Il presidente Torrijos, ha detto che "per dirla in modo esplicito, il canale è come il nostro 'petrolio'. Proprio come il petrolio, che è inutile se non viene estratto e che richiede investimenti in infrastrutture per essere estratto, il canale richiede di espandere la propria capacità di assorbire la crescente domanda di merci e generare più ricchezza per i panamensi".

### Volume di carico
In base alle proiezioni dell'Autorità del Canale di Panama, nel corso dei prossimi 20 anni, il volume di carico in transito nel canale crescerà ad una media del 3% l'anno, raddoppiando il tonnellaggio dell'anno 2005 entro il 2025. Fornire il canale con capacità di transito di navi più grandi, lo renderà inoltre, più efficiente, consentendo il transito di volumi di carico superiori con relativamente meno transiti e meno utilizzo d'acqua.
Storicamente, i segmenti di rinfuse secche e liquide hanno generato la maggior parte dei ricavi del canale. La rinfusa comprende prodotti secchi, come cereali (mais, soia e frumento, tra gli altri), minerali, fertilizzanti, carbone, e le merci liquide, quali i prodotti chimici, gas propano, petrolio greggio e suoi derivati.
Recentemente, i container hanno sostituito il segmento di rinfusa secco come generatore di reddito principale del canale, spostandolo al secondo posto. D'altra parte, il segmento dei veicoli di trasporto è diventato il terzo generatore di reddito, sostituendo il segmento liquido. Le analisi di settore sono state condotte dall'ACP e da esperti del settore che indicano che l'espansione del canale sarebbe vantaggiosa non solo per il canale, ma anche per gli utenti a causa della domanda, consentendo il transito di maggior tonnellaggio.
La questione, tuttavia, è se l'andamento di queste previsioni può continuare per una generazione intera. La crescita nell'utilizzo del Canale di Panama in questi ultimi anni è stata quasi interamente guidata da un aumento delle importazioni statunitensi dalla Cina passando per il canale verso i porti dell'East Coast statunitense. Ma è sempre più riconosciuto sia negli Stati Uniti, sia in Cina, che questo squilibrio nel commercio non è sostenibile e verrà ridotto mediante un aggiustamento nei prossimi anni, anche se qualsiasi instabilità economica non deve essere fatta per le merci fisicamente inviate, ma potrebbe essere fatta da altri commerci, come ad esempio esportazioni dagli Stati Uniti di proprietà intellettuale in Cina la quale dovrebbe aggiornare le proprie leggi sulla protezione della proprietà intellettuale stessa. L'ACP, tuttavia, presuppone non solo che il commercio non sarà adeguato, ma continuerà a crescere per una generazione come ha fatto per diversi anni in passato. 
Uno dei punti centrali della critica sul progetto di espansione, fatta dal precedente amministratore del canale Fernando Manfredo, è che non è realistico cercare di prevedere le tendenze di utilizzo del canale per più di una generazione, è molto improbabile attendersi che le importazioni statunitensi dalla Cina continueranno a crescere come hanno fatto negli anni passati, è irresponsabile puntare il futuro finanziario di Panama su una tale proiezione.

### Concorrenza
La concorrenza più esplicita per il canale è data da percorsi alternativi che presentano opzioni per il trasporto di merci tra gli stessi punti di partenza e arrivo.
L'apertura del Passaggio a Nord Ovest al traffico commerciale potrebbe rappresentare un'alternativa a lungo termine. Si pensa che il riscaldamento globale permetta l'apertura del passaggio per periodi sempre maggiori, rendendosi proficua come principale rotta marittima. Tuttavia, il passaggio attraverso il Mar Glaciale Artico richiederebbe notevoli investimenti in termini di navi di scorta e di porti di sosta. L'industria del trasporto commerciale marittimo canadese non prevede che questo percorso diventi una valida alternativa al Canale di Panama entro i prossimi 10 o 20 anni.
Gli altri due concorrenti principali del Canale di Panama sono il sistema di trasporto intermodale degli Stati Uniti e il canale di Suez. I principali porti e centri di distribuzione di merci in questi percorsi stanno investendo in capacità, posizione e nelle infrastrutture marittime e terrestri per servire le navi container Post-Panamax e gestire i relativi volumi di carico. Secondo l'ACP, la crescente tendenza a utilizzare queste navi in rotte transcontinentali in competizione con il canale è irreversibile. Se così fosse, entro il 2011 il 37% circa della capacità della flotta di navi container del mondo sarà composta da imbarcazioni che non entrano nel canale corrente, e gran parte di questa flotta dovrà transitare per vie che sono in concorrenza con Panama.
Esiste anche la possibilità della creazione di un canale alternativo a quello di Panama, sempre collocato nella regione dell'istmo. Tale possibilità, per quanto remota e di certo condizionata da problemi politici ed economici, è usata come azione di pressione nei confronti del canale esistente; se tale canale alternativo venisse realizzato con i parametri delle massime prestazioni, il valore del Canale di Panama verrebbe quasi azzerato. La possibilità di realizzazione di tale alternativa diviene tanto più reale quanto meno è performante il Canale di Panama.
La proposta di Panama prevede che il rafforzamento della posizione concorrenziale del canale permetterà di soddisfare la domanda e servire i suoi clienti. Se il canale dovesse avere la capacità di servire la crescente domanda, Panama potrebbe diventare il fulcro di connettività più importante del continente, unendo insieme l'istmo di rotte continentali nord-sud con quelle transcontinentali est-ovest. Di conseguenza, il canale continuerà ad essere redditizio e competitivo in tutti i suoi percorsi e settori, e contribuirà in maniera significativa allo sviluppo di Panama e alla crescita, pur mantenendo la sua posizione come una delle vie principali del commercio mondiale.

### Previsioni
Secondo l'ACP, il canale raggiungerà la sua massima capacità sostenibile tra il 2009 e il 2012. Quando ciò accadrà, esso non sarà in grado di continuare a gestire la crescita della domanda, con conseguente riduzione della competitività del rotta marittima panamense.
La fine dei lavori di costruzione è prevista per il 2016. L'ACP userà tutti i mezzi possibili per allungare la capacità fino a quando la costruzione non sarà completata.
Il progetto di espansione del canale con la costruzione di un terzo gruppo di chiuse permetterà di acquisire l'intera domanda proiettata da qui al 2025 e oltre. Insieme, le chiuse esistenti e quelle nuove raddoppieranno la capacità del canale attuale.
I critici, come Keith Holder, coautore della legislazione che ha creato i paesi ACP, fanno notare che l'utilizzo del canale è stagionale e che anche nei pochi mesi quando è più affollato, il collo di bottiglia che rallenta il traffico non sono le chiuse ma lo Stretto di Culebra, che ha una capacità assai limitata per grosse navi che non riescono a passare in modo reciproco.
Anche se il canale sta raggiungendo la capacità massima, i paesi ACP specificano che questo non significa che le navi non saranno in grado di transitare, ma che la capacità di crescita del canale non sarà apprezzabile e che non è in grado di catturare i volumi di carico supplementari.
L'ex capo della divisione di dragaggio del Canale di Panama, Thomas Drohan, un critico del piano di espansione, tiene poco conto delle affermazioni riguardanti il problema in senso globale. Egli sostiene che se la fornitura di qualsiasi bene o servizio si riduce, le aziende possono aumentare i loro prezzi: questo si applica ai pedaggi del Canale di Panama come si fa con il petrolio. Questa affermazione è considerabile come limitata al bilancio del canale; dato però che lo scopo del canale è quello di abbreviare i percorsi e ridurre i costi di attesa per il transito, esiste anche la questione degli utenti: se il canale cessasse di essere conveniente, potrebbero essere trovate alternative al transito attraverso il Canale di Panama.

## Il progetto

### Le chiuse

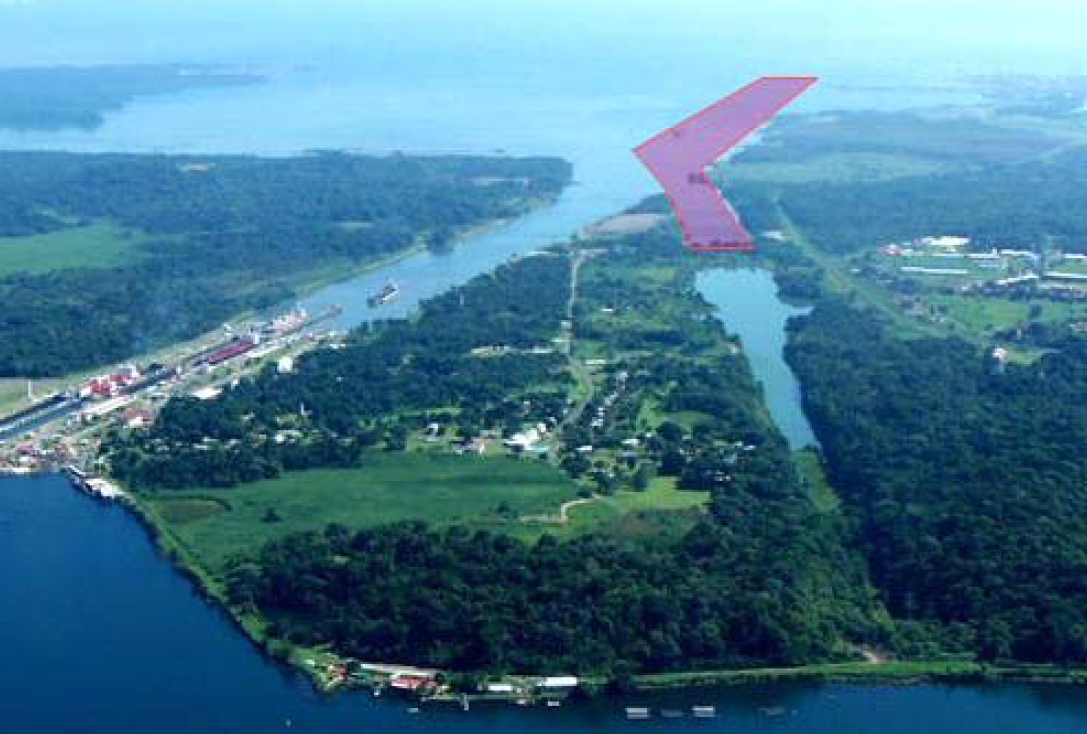
Vista della zona dove è stata posizionata la terza serie di chiuse (l'area è evidenziata in rosso).

Il canale aveva due corsie; con l'attuazione del progetto di espansione si è aggiunta una terza corsia attraverso la costruzione di complessi di chiuse ad ogni estremità del canale. Un complesso si trova sul lato del Pacifico, a sud ovest di quelle esistenti di Miraflores. L'altro si trova a est delle esistenti chiuse del Lago Gatún. Ogni nuovo complesso ha tre sezioni progettate per spostare le navi dal livello del mare al livello del Lago Gatún e attraverso livelli intermedi.
Inoltre, ogni sezione ha tre bacini laterali a risparmio idrico, per complessivi nove bacini per ogni chiusa e 18 totali. Proprio come per le barriere esistenti, quelle nuove e i loro bacini idrici sono riempiti e svuotati dalla forza di gravità, senza l'utilizzo di pompe. La posizione delle nuove chiuse utilizza una porzione significativa dell'area scavata da parte degli Stati Uniti nel 1939, che fu sospesa nel 1942 a causa della seconda guerra mondiale. Le nuove barriere sono collegate al sistema di canale esistente attraverso nuove vie di navigazione.
Le nuove sezioni sono lunghe 426,72 m, larghe 54,86 m e profonde 18,29 m. Si useranno serrande invece di cancelli obliqui, utilizzati da quelle esistenti. Le serrande vengono adoperate in quasi tutte le chiuse moderne con dimensioni simili a quelle proposte e vengono considerate una tecnologia ben collaudata. Le nuove barriere si serviranno di rimorchiatori per posizionare le navi. Come nel caso delle serrande, i rimorchiatori sono ampiamente utilizzati a questi fini per chiuse di dimensioni simili.

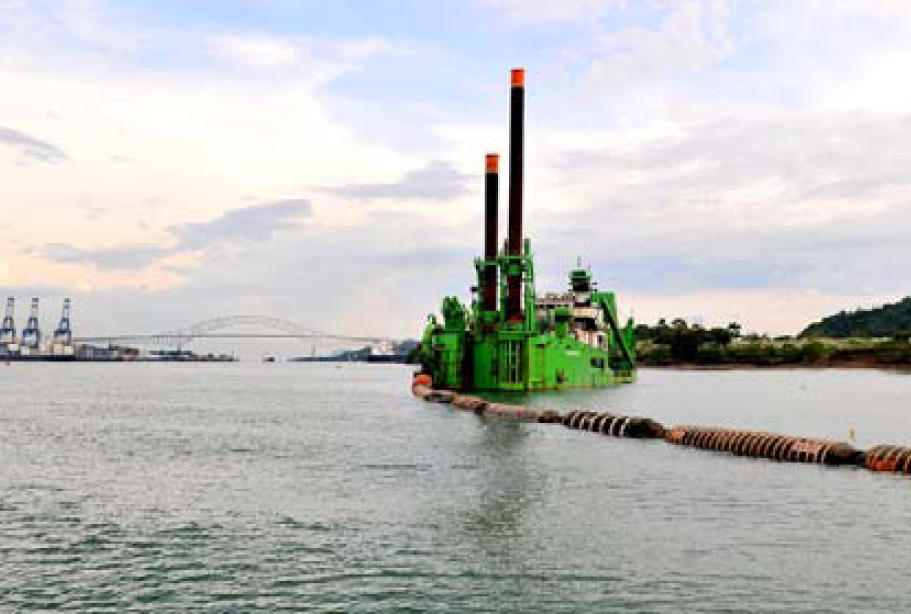
Una draga al lavoro all'ingresso Pacifico e al canale di accesso sud alla terza serie di chiuse.

### Canali di navigazione
Secondo il progetto, sarà scavato un canale di accesso lungo 3,2 km per collegare le nuove chiuse atlantiche con l'attuale ingresso nel mare.
Per collegare le nuove barriere sul lato Pacifico con i canali esistenti, saranno costruiti due nuovi canali di accesso:
- il canale di accesso nord, che collegherà la nuova chiusa del lato Pacifico con lo stretto di Culebra, aggirando il lago Miraflores, il quale sarà lungo 6,2 km;
- il canale di accesso sud, che collegherà la nuova barriera con l'ingresso esistente del mare nell'oceano Pacifico, che sarà lungo 1,8 km. I nuovi canali, sia sulla riva atlantica che su quella Pacifica, avranno almeno 218 m di larghezza, consentendo alle navi Post-Panamax di navigare in una sola direzione in qualsiasi momento.

### L'innalzamento del Lago Gatún
Tutte le quote del canale si riferiscono al "dato livello di precisione" (PLD), che si trova vicino al livello medio del mare degli ingressi nell'Atlantico e nel Pacifico. Il livello massimo operativo del Lago Gatún è stato innalzato di circa 0,45 m: dal livello PLD attuale di 26,7 m ad un livello PLD di 27,1 m. In combinazione con l'ampliamento e l'approfondamento dei canali di navigazione, questo aumenta la capacità di riserva d'acqua utilizzabile del lago e permette al sistema idrico del canale di fornire una media giornaliera di 625 milioni di litri di acqua supplementare. Questo volume di acqua aggiuntivo è sufficiente per fornire una media annua di circa 1100 chiuse supplementari senza compromettere l'approvvigionamento di acqua per uso umano, che viene fornita anche dal lago Gatún e dal lago Alhajuela.

## Cronologia dei lavori

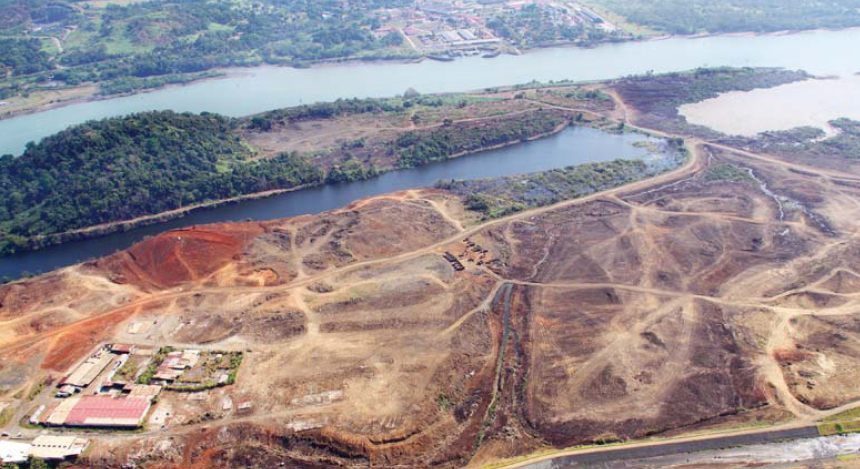
Cantiere della terza serie di chiuse del lato Pacifico.

La durata di costruzione della terza serie di barriere è stimata in 7-8 anni. Le nuove chiuse potrebbero iniziare a funzionare nel 2016, circa 102 anni dopo il primo canale aperto.
Nell'ottobre 2011, l'Autorità del Canale di Panama ha annunciato il completamento della terza fase di scavi del canale di accesso al Pacifico. Nel giugno 2012, è stato completato un monolite di una trentina di metri di altezza in cemento armato, il primo di 46 monoliti totali, che andranno a schierarsi alle nuove pareti di barriere sulla sponda Pacifica. Ai primi di luglio del 2012, tuttavia, è stato annunciato che i lavori di espansione del canale erano in ritardo, facendo slittare la data di apertura a giugno 2016.

## Finanze
L'obiettivo principale del programma di espansione del canale è quello di aumentare la capacità di trarre beneficio dalla crescente domanda di traffico. Questa florida richiesta si manifesta sia per volumi di carico maggiori che per le dimensioni delle navi che utilizzano la rotta di Panama.
In questo senso, con una terza serie di chiuse, il canale sarà in grado di gestire la previsione della domanda di traffico oltre il 2025 ed i ricavi al netto dell'inflazione totale sono previsti ad ammontare per oltre 6,2 miliardi di dollari per quell'anno.

### Costi stimati
Secondo l'ACP, il costo stimato per costruire la terza serie di chiuse è di circa 5,25 miliardi di dollari. Questa cifra comprende la progettazione, l'amministrazione, la costruzione, il collaudo, la riduzione dell'impatto ambientale e i costi di messa in servizio. Include anche i rischi e gli eventi imprevisti, come incidenti, cambi di disegno, aumenti di prezzo e gli eventuali ritardi. Il costo degli interessi pagati sui finanziamenti in corso d'opera non è incluso. La spesa più rilevante è quella di costruire due nuovi complessi di barriere, una sul lato atlantico e l'altra su quello Pacifico, con costi stimati di 1,03 miliardi di dollari ciascuno, più la disposizione di 590 milioni di dollari per possibili imprevisti durante la costruzione.
Gli oppositori sostengono che il progetto si basa su proiezioni incerte riguardanti il commercio marittimo e l'economia mondiale. Il professore R.N. Mendez, economista presso l'Università di Panama, sostiene che le proiezioni economiche e finanziarie si basano su dati manipolati. Ingegneri indipendenti, come Humberto Reynolds e Tomas Drohan Ruiz (ex capo di ingegneria e di dragaggio del Canale di Panama), affermano che il progetto costerà molto di più di quanto sia stato previsto in bilancio e che è troppo rischioso per Panama.
M.A. Bernal, professore presso l'Università di Panama, ritiene che la fiducia nel bilancio dell'ACP sia compromessa a causa del coinvolgimento della società di consulenza ingegneristica Parsons Brinckerhoff, divenuta famosa per il Big Dig di Boston, che ha comportato una spesa tre volte l'importo stimato, con diversi problemi strutturali e di sicurezza.

### Redditività stimata e di finanziamento
Secondo l'ACP, la terza serie di chiuse sarà redditizia dal punto di vista finanziario, producendo un tasso interno del 12% di rendimento. Il suo finanziamento è separato dal bilancio del governo.
Lo Stato, che ha un tasso di credito inferiore a quello dei paesi ACP, non garantisce o approva alcun prestito contratto da questi ultimi per il progetto.
Supponendo che i pedaggi aumentino ad un tasso medio annuo del 3,5% per 20 anni, in base alla previsione della domanda di traffico e ai tempi di costruzione considerati più probabili dai paesi ACP, il finanziamento esterno richiesto sarà temporaneo e dell'ordine di 2,3 miliardi di dollari per coprire il picco dell'attività di costruzione tra il 2009 e il 2011.
Le proiezioni di ACP riguardo ai ricavi si basano su ipotesi discutibili sull'utilizzo del canale ampliato e sulla volontà degli spedizionieri a pagare pedaggi più elevati invece di cercare rotte competitive. Con il flusso di cassa generato dal canale incrementato, i costi di investimento dovrebbero essere recuperati in meno di 10 anni e quelli di finanziamento potrebbero essere rimborsati in circa otto.
Il pacchetto di finanziamento da 2,3 miliardi di dollari per l'espansione del canale, firmato nel dicembre 2008 nel bel mezzo della crisi finanziaria globale, include anche i prestiti provenienti dai seguenti istituti finanziari di proprietà del governo:
- Banca Giapponese per la Cooperazione Internazionale 800 milioni di dollari
- Banca europea degli investimenti (BEI) 500 milioni di dollari
- Inter-American Development Bank (IDB) 400 milioni di dollari
- Corporación Andina de Fomento (CAF) 300 milioni di dollari
- Società finanziaria internazionale (IFC) 300 milioni di dollari

Il finanziamento non è vincolato: i contratti possono essere aggiudicati alle imprese di qualsiasi paese. I prestiti sono per 20 anni, compreso un periodo di grazia di 10 anni. Nell'ambito di un accordo comune termini, le cinque istituzioni finanziarie hanno accettato di fornire le stesse condizioni di prestito ai paesi ACP. Poco prima, l'agenzia di rating del credito Moody’s ha dato ad ACP un grado di investimento A1. Mizuho Corporate Bank e lo studio legale Shearman & Sterling ha contribuito a mettere insieme il pacchetto di finanziamento.

## Impatto ambientale
La proposta di ACP sostiene che il progetto della terza serie di chiuse è ambientalmente sostenibile ed ha constatato che tutti i possibili impatti ambientali negativi possono essere attenuati da procedure esistenti e dalla tecnologia, e anticipa nessun impatto nocivo permanente sulla popolazione o per l'ambiente.
Non ci sono elementi del progetto che compromettono la sua sostenibilità ambientale, come le comunità, le foreste primarie, parchi nazionali o riserve forestali, luoghi patrimoniali o archeologici pertinenti, aree di produzione agricola o industriale, o zone turistiche o porti.
La proposta giunge alla conclusione che il progetto non causerà impatti permanenti o irreversibili alle acque o alla qualità dell'aria. L'approvvigionamento d'acqua proposto, provvede a massimizzare la capacità idrica dei laghi Gatún e Alhajuela, e applica la tecnologia più efficiente nell'utilizzo dell'acqua nelle chiuse, quindi non saranno necessari nuovi serbatoi.
L'intera area direttamente interessata dal progetto si trova all'interno di aree operative e amministrative dell'ACP.
I critici del progetto sostengono che ci sono molti temi ambientali da considerare, come ad esempio il collegamento tra El Niño e la minaccia del riscaldamento globale per le forniture d'acqua. L'ACP ha commissionato studi da numerosi consulenti riguardanti la fornitura d'acqua e i problemi di qualità. Alcuni di loro, come Eric Jackson (direttore del quotidiano Internet Panama News), Gonzalo Menendez (ex capo dell'Autorità nazionale per l'ambiente di Panama, o ANAM con le sue iniziali spagnole), Ariel Rodríguez (biologo dell'Università degli Studi di Panama), Grettel Villalaz de Allen (ex Vice Ministro dei Lavori Pubblici) e altri sono alcuni dei più importanti critici del piano del canale di espansione dal punto di vista dei problemi di qualità dell'acqua.
Jackson sostiene che le dichiarazioni pubbliche dell'ACP spesso non corrispondono ai risultati dei loro studi e che gli studi di Delft Hydraulics, WPSI Inc. e DHI dicono che non importa quello che viene fatto per attenuare il problema, i bacini a risparmio idrico delle nuove chiuse aumenteranno l'intrusione di acqua salata nel Lago Gatún, da cui circa la metà della popolazione di Panama prende l'acqua potabile. Il metodo scelto per attutire in parte questo problema è quello di "ripulire" le nuove serrature con acqua fresca, proveniente dal Lago Gatún, ma questo azzera la funzione delle nuove chiuse a risparmio idrico e solleva interrogativi circa la sicurezza dell'approvvigionamento idrico urbano.
Tuttavia, una delle principali organizzazioni ambientali di Panama, ANCON (Associazione nazionale per la conservazione della natura), afferma che gli studi e le proiezioni delle operazioni della terza serie di chiuse, compresi i bacini a risparmio idrico, indicano che non ci saranno livelli molto bassi di salinizzazione delle acque del Lago Gatún e che questi livelli manterranno, da una parte la separazione biologica degli oceani, e dall'altra la salvaguardia della biodiversità e la qualità dell'acqua per uso umano.

## Generazione di posti di lavoro
Secondo l'ACP, l'impatto dell'espansione del canale in materia di occupazione creerà innanzitutto posti di lavoro direttamente generati dalla sua costruzione. Approssimativamente da 35.000 a 40.000, questi sono i numeri dei nuovi posti di lavoro durante la costruzione del terzo set di chiuse, più 6.500/7.000 posti di lavoro che saranno messi a disposizione durante gli anni di picco di costruzione.
Tuttavia, i funzionari affermano che gli impatti più importanti sull'occupazione si verificheranno nel medio e lungo termine, e che provengono dalla crescita economica determinata da entrate extra, generate dal canale espanso e dalle attività economiche prodotte dall'aumento di merci e dai transiti delle navi.
La manodopera necessaria per la costruzione della terza serie di barriere, nella stragrande maggioranza, sarà fatto dai panamensi. Per garantire la disponibilità della manodopera panamense necessaria, i paesi ACP e gli enti pubblici e privati lavoreranno congiuntamente per la formazione della forza lavoro necessaria con sufficiente anticipo, in modo che si possiedano le necessarie competenze, capacità, e certificazioni. I costi di questi programmi di formazione sono inclusi nelle stime dei costi del progetto.
I critici respingono ciò come pura demagogia, facendo notare che da studi propri dell'ACP, al culmine della costruzione ci saranno meno di 6.000 posti di lavoro creati, e che alcuni di questi posti saranno occupati da stranieri altamente qualificati perché non ci sono panamensi in grado per riempirle.
Tra quelli che si oppongono alla proposta di ampliamento del canale vi è SUNTRACS (Unione dei lavoratori di costruzione di Panama). Il segretario generale dell'unione, Genaro Lopez, sostiene che mentre alcuni lavori di costruzione saranno creati dal progetto, il debito che Panama incorre nel costruire una terza serie di chiuse non sarà preso a carico da un maggiore utilizzo del canale e quindi una parte consistente dei ricavi andrà verso il pagamento del debito, riducendo i contributi del canale al fondo generale del governo nazionale e riducendo a sua volta i soldi per progetti stradali, scuole pubbliche, protezione della polizia e degli altri servizi governativi.
I critici sostengono anche che il progetto non dispone di un piano di sviluppo sociale di accompagnamento. L'allora presidente Torrijos da allora ha accolto la richiesta di svilupparne uno con la mediazione del Programma delle Nazioni Unite per lo Sviluppo.

## Argomentazioni pro
ANCON (Associazione nazionale per la conservazione della natura) ha approvato gli studi ambientali della proposta e dato alcuni consigli se il progetto viene approvato. Di seguito hanno anche riconosciuto la proposta:
- la Nature Conservancy;
- l'agenzia di stampa di Cuba La Prensa, in una nota editoriale;
- la Camera di commercio, industria e agricoltura;
- CONATO (Consiglio nazionale dei lavoratori organizzati);
- gli ex presidenti Martín Torrijos (il progetto è stato approvato sotto la sua guida), Mireya Moscoso e Ernesto Pérez Balladares;
- il presidente Ricardo Martinelli (che è entrato in carica durante la costruzione del progetto);
- l'ex sindaco di Panama Juan Carlos Navarro;
- Rubén Blades, uomo politico, avvocato, cantante e attore;
- cantanti come Mach and Daddy e Karen Peralta;
- Stanley Heckadon, ex direttore dell'agenzia INRENARE, predecessore dell'Autorità nazionale per l'ambiente;
- campioni del Mondo di pugilato di Panama, come Roberto "The Spider" Vásquez, Celestino "Pelenchín" Caballero e Roberto Durán;
- atleti di Panama, come Carlos Lee, Mariano Rivera, Roberto Vasquez, Vicente Mosquera, Ricardo Cordoba e J.R. Pinnock;
- L'ex Miss Universo Justine Pasek, lo scrittore Rosa María Britton, e la pittrice Olga Sinclair;
- I clienti del canale, molte delle industrie marittime e la comunità imprenditoriale;
- Gli elettori panamensi che si sono espressi tramite referendum con il 76,8% di voti a favore.

## Argomentazioni contro
L'ex presidente Jorge Illueca, l'ex sub-amministratore della Commissione del Canale di Panama Fernando Manfredo, il consulente dei trasporti Julio Manduley, l'imprenditore e industriale George M. Richa dicono che l'espansione non è necessaria, essi sostengono che la costruzione di un mega-porto sul lato del Pacifico sarebbe di per sé sufficiente a soddisfare la probabile domanda futura. Tale porto sarebbe il secondo (il primo si trova a Los Angeles) nel Pacifico statunitense ad essere profondo abbastanza per gestire navi post-Panamax. Visto che Panama è già una via commerciale naturale, sarebbe capace di gestire la movimentazione di container dal lato del Pacifico a quello dell'Atlantico tramite ferrovia, dove i container dovrebbero essere ricaricati ad altre navi per la distribuzione in tutto il mondo.
Inoltre, le seguenti organizzazioni e persone si oppongono al progetto:
- Il Council on Hemispheric Affairs (COHA) ha dichiarato in un comunicato stampa che sotto il governo Torrijos, l'espansione del Canale di Panama che non potrà soddisfare le esigenze della maggior parte dei panamensi. Molti dei benefici saranno legati agli interessi commerciali di ragionieri, banchieri e avvocati del paese, così come le loro controparti negli Stati Uniti e nel commercio mondiale. Dicono anche che la dilagante corruzione dell'amministrazione e di altri difetti sollevano interrogativi sulla capacità di Panama di supervisionare un progetto enorme. Il COHA ha ricevuto alcune lettere che indicano gli errori concreti e prevede di modificare la sua dichiarazione in risposta;
- L'ex presidente Guillermo Endara e Vanguardia Moral de la Patria, il suo partito conservatore, orientato molto sul business che ottiene normalmente circa il 10% dei voti;
- La maggior parte della sinistra panamense e la maggior parte del movimento operaio, tra cui CONUSI (Unione Sindacato Nazionale Indipendente) e FRENADESO (Fronte Nazionale per la difesa dei diritti sociali ed economici);
- La maggior parte dei membri del Partito Panameñista (tra cui Grettel Villalaz de Allen, Gonzalo Menendez e l'ex legislatore Gloria Young sono esempi significativi);
- Alcuni leader ambientalisti e gruppi: Biodiversidad Panama, il cui principale leader è il biologo dell'Università di Panama Ariel Rodríguez e l'ex direttore dell'Autorità nazionale per l'ambiente Gonzalo Menendez;
- Una parte dei fautori della teologia della liberazione, perché sospettano che i contadini poveri subiranno effetti negativi. La questione dell'espansione del canale ha aggravato la frattura tra questo ceppo principalmente cattolico e la gerarchia cattolica. Questo gruppo ha scelto il sacerdote cattolico-radicale padre Conrado Sanjuras come suo principale portavoce per le relazioni con il Tribunale elettorale.